# Drew Paris
Drew Paris (* 12. März 1988 in Pointe-Claire, Québec) ist ein kanadischer Eishockeyspieler, der seit 2017 bei den Cardiff Devils aus der EIHL unter Vertrag steht.

## Karriere
Drew Paris begann seine Karriere als Eishockeyspieler bei den Québec Remparts in der Québec Major Junior Hockey League, wo er von 2004 bis 2006 tätig war. Von dort aus wechselte er im Verlauf der Saison 2005/06 zu den Rimouski Océanic, ehe er ab 2006 bei den Drummondville Voltigeurs zwei Jahre aktiv war. Insgesamt absolvierte er hier über 100 Spiele, in denen er als Verteidiger 20 Tore in der regulären Saison schoss. In der Saison 2008/09 hatte Paris seinen ersten Auftritt in der American Hockey League. Für die Rochester Americans stand er dort fünf Spiele lang auf dem Eis. Bis zur Saison 2011/12 wechselte Paris (teils durch Ausleihen bedingt) zwischen mehreren Vereinen der AHL und der ECHL, ehe er zur Saison 2012/13 sein erstes Auslandsangebot annahm: Paris wechselte an den Rhein zur Düsseldorfer EG. Nach der Saison 2013/14 unterschrieb er einen Vertrag beim EC Bad Nauheim, einem Verein aus der zweithöchsten deutschen Eishockeyliga.

## Erfolge und Auszeichnungen
- 2008 Meiste Tore eines Verteidigers in der QMJHL
- 2010 ECHL All-Rookie Team

## DEL-Statistik
(Stand: Ende der Saison 2013/14)